# Gräsmossasjön
Gräsmossasjön är en sjö i Töreboda kommun i Västergötland och ingår i Motala ströms huvudavrinningsområde.